# Prosper De Bruyn
Pour les articles homonymes, voir De Bruyn.
Prosper De Bruyn, né le 26 août 1885 à Denderleeuw et y décédé le 25 novembre 1955 fut un syndicaliste et homme politique socialiste belge.
De Bruyn fut accompagnateur de trains. Il fut président des mutualités Bond Moyson Denderleeuw (1926-1955), du parti ouvrier belge local (1945) et du Syndicat Général des Services publics.
Il fut élu député d'Alost (1925-29; 1936-54), coopté sénateur (1929-36), conseiller communal de Denderleeuw (1946-52).
Il fut créé commandeur de l'ordre de Léopold et fut décoré de la Croix Civique de 2e classe (1921), de la Croix de Guerre  française (1919) et de la médaille de commémoration 1914-18 de S.M. la Reine des Pays-Bas.

## Sources
- Bio sur ODIS